# Феникс (остров)
Феникс (кит. упр. 凤凰岛, пиньинь Fènghuáng dǎo, палл. Фэнхуан дао) — искусственный остров у берегов острова Хайнань (Китай).

## Описание
Остров Феникс расположен к югу от острова Хайнань, с которым его соединяет мост длиной 395 метров. Феникс имеет форму овала размером примерно 1100 на 370 метров, площадь острова составляет 365 013 м², площадь помещений в зданиях — 392 825 м². На внешних сторонах зданий установлены около 33 тысяч квадратных метров светодиодных панелей.
Насыпание острова и возведение на нём строений началось в 2008 году архитектурной фирмой MAD Studio, окончание работ намечено на 2014 год. Размер инвестиций составляет больше пяти миллиардов юаней (около 700 миллионов американских долларов).
4 мая 2008 года именно с Феникса начал свой путь по Китаю олимпийский огонь XXIX Игр.
Остров поделён на восемь частей. На нём находятся или будут находиться:
- 50-метровая скульптура огненного Феникса[4]
- 200-метровая семизвёздочная гостиница
- пятизвёздочная гостиница
- пять 28-этажных зданий, стоимость квартир в которых доходит до 24 тысяч долларов за квадратный метр[5]
- шесть жилых зданий класса «люкс»
- конференц-центр
- паромный причал и причал для яхт на 150—300 мест
- бухта для круизных лайнеров
- яхтклуб
- рестораны, торговые и спортивные комплексы[2]